# Beaumont-Hague
Beaumont-Hague település Franciaországban, Manche megyében. Lakosainak száma 1379 fő (2018. január 1.). Beaumont-Hague Omonville-la-Rogue, Branville-Hague, Digulleville, Éculleville, Gréville-Hague, Herqueville, Sainte-Croix-Hague és Vauville községekkel határos.

## Népesség
A település népességének változása:
| Lakosok száma | 1485 | 1458 | 12 145 | 1436 | 1379 |
|               | 2013 | 2015 | 2016   | 2017 | 2018 |